# Грубер, Том
Том Грубер (англ. Thomas Robert Gruber; род. 16 декабря 1959 года) — американский учёный в области информатики, изобретатель и предприниматель, специализирующийся на системах обмена знаниями и коллективного разума. Он проделал фундаментальную работу по разработке онтологий, широко известен авторским определением онтологий в контексте искусственного интеллекта.
В 2007 году Том Грубер стал соучредителем Siri Inc., которая создала интеллектуального личного помощника и навигатора знаний Siri. Siri Inc. была приобретена Apple в 2010 году, после чего Siri стала неотъемлемой частью iOS.

## Биография
Том Грубер изучал психологию и информатику в Университете Лойолы в Новом Орлеане, где получил двойную степень бакалавра наук, с которой и закончил обучение с отличием в 1981 году. Грубер разработал и внедрил компьютеризированную систему обучения (CAI) для курсов с программируемой учебной программой. Данная разработка была нововведением в университете и теперь регулярно используется факультетом психологии для вводных курсов. В 1984 году Том Грубер получил степень магистра в области компьютерных и информационных наук Массачусетского университета в Амхерсте. Для своего магистерского исследования Грубер разработал и внедрил интеллектуальный коммуникационный протез — компьютерную систему, которая позволяет людям с серьезными физическими недостатками (которые иначе не могут говорить) общаться на естественном языке, представленном в отображаемой, письменной или устной форме. Четыре года спустя, в 1988 году, в Массачусетском университете в Амхерсте он получил степень доктора философии в области компьютерных и информационных наук с диссертацией «Приобретение стратегических знаний». Его диссертационное исследование было посвящено критической проблеме искусственного интеллекта — получению знаний — с помощью компьютерного помощника, который получает стратегические знания от экспертов.
С 1988 по 1994 год Том Грубер был научным сотрудником в Лаборатории систем знаний факультета компьютерных наук Стэнфордского университета. Он работал над проектами How Things Work, SHADE и Knowledge Sharing Technology. В 1994 году он стал старшим руководителем проекта по технологиям интеграции предприятий и разработал несколько проектов с использованием Интернета для создания общих виртуальных сред для совместного обучения и работы (для ARPA, NASA и NIST). За это время он также предложил бизнес-план корпоративного обучения. В 1995 году он основал и стал техническим директором Intraspect Software, компания-разработчик корпоративного программного обеспечения, которая на раннем этапе занималась коммерческими проектами по совместному управлению знаниями. Приложения Intraspect помогают профессионалам сотрудничать в больших распределенных сообществах, постоянно внося свой вклад в общий объем знаний.
Том Грубер был членом редколлегий журналов «Knowledge Acquisition», «IEEE Expert» и «International Journal of Human-Computer Studies».

## Деятельность
Исследовательские интересы Том Грубера в 1990-х годах были связаны с разработкой интеллектуального сетевого программного обеспечения для поддержки человеческого сотрудничества и обучения. Области специализации затрагивали следующий ряд деятельности: приобретение знаний, представление знаний, совместную работу с компьютерной поддержкой, компьютерную коммуникацию для проектирования и технологию обмена знаниями.
В 1994 году он отвечал за создание гиперпочты — программного обеспечения для отправки электронной почты в веб-шлюз, которое широко использовалось после переписывания другим программистом.
В 2007 году Грубер стал соучредителем Siri Inc., которая создала интеллектуального личного помощника и навигатора знаний Siri. Siri Inc. была приобретена Apple в 2010 году, после чего Siri стала неотъемлемой частью iOS. В 2016 году Siri была добавлена в macOS в macOS Sierra.
В апреле 2017 года Грубер рассказал на сцене конференции TED о своем видении будущего «гуманистического ИИ» (особенно в отношении такого увеличения человеческих способностей, как память). После данной конференции его стали цитировать: «Мы переживаем ренессанс ИИ. Каждый раз, когда машина становится умнее, мы становимся умнее».

## Публикации
Том Грубер опубликовал несколько статей и книг, например:
- Thomas R. Gruber (1989). The Acquisition of Strategic Knowledge. Perspectives in Artificial Intelligence. Vol. 4. Academic Press. ISBN 9780123047540.
- 1993. «Toward Principles for the Design of Ontologies Used for Knowledge Sharing». In: International Journal Human-Computer Studies. Vol 43, p. 907—928.
- 1993. «A Translation Approach to Portable Ontology Specifications». In: Knowledge Acquisition, 5(2):199-220, 1993.
- 2008, Ontology. Entry in the Encyclopedia of Database Systems, Ling Liu and M. Tamer Özsu (Eds.), Springer-Verlag, to appear in 2008.